# Aston Martin Virage (2011)
Aston Martin Virage är en sportbil, tillverkad av den brittiska biltillverkaren Aston Martin mellan 2011 och 2012.
Virage- modellen var avsedd att täppa igen luckan mellan DB9- och DBS-modellerna. Bilen presenterades på Genèvesalongen i mars 2011. Liksom systermodellerna finns den i både täckt och öppet utförande, den senare kallad Virage Volante.  
Försäljningen motsvarade inte förväntningarna och redan efter 18 månader och drygt 1000 exemplar lades tillverkningen ned.

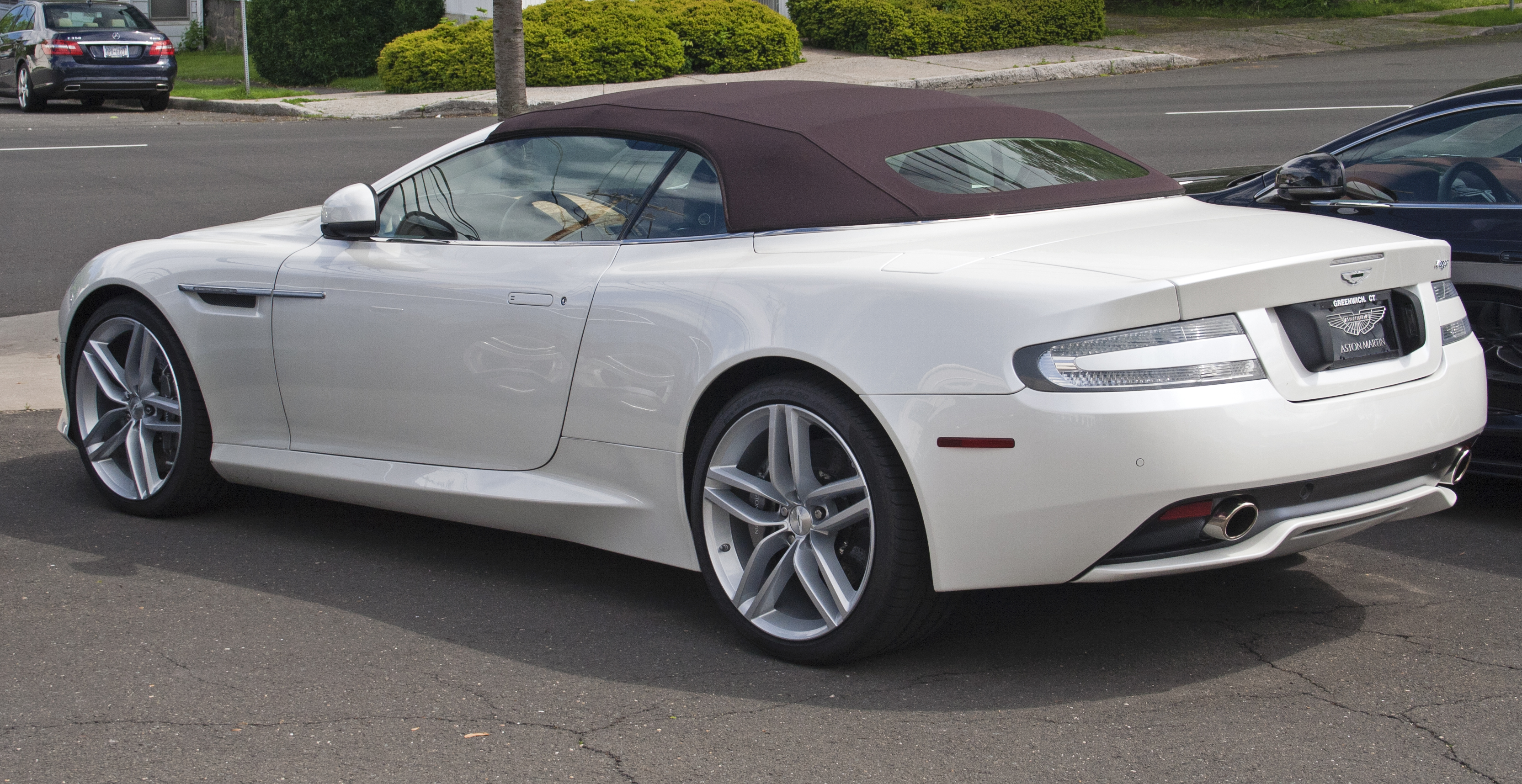
Virage Volante bakifrån